# Бегущий в лабиринте: Лекарство от смерти
«Бегущий в лабиринте: Лекарство от смерти» (англ. The Maze Runner: The Death Cure) — американский фантастический боевик 2018 года, режиссёра Уэса Болла;
третья часть серии «Бегущий в лабиринте».
Премьера фильма США состоялась 26 января 2018, в 3D, 2D, IMAX и IMAX 3D, в России — 25 января.

## Сюжет
Томас, Ньют, Фрайпан, Бренда и Хорхе вместе с командой Винса освобождают иммунов (подростков, устойчивых к вирусу), похищенных «П.О.Р.О.К.». Все задержанные освобождены, за исключением Минхо, друга Томаса. Томас уверен, что Минхо ещё держат в «П.О.Р.О.К.», и убеждает Винса идти в некий «Город», о котором говорил Эрис, один из спасённых ребят. Винс отказывается, заявляя, что не будет рисковать всеми ради спасения одной души.
В это время по приказу Дженсона «П.О.Р.О.К.» начинает разведку с целью найти Томаса и его друзей. Ночью Томас решает отправиться на поиски Минхо, не желая вмешивать других. Ньют убеждает Томаса взять его и Фрайпана с собой. Тереза в лаборатории «П.О.Р.О.К.» с помощью крови Минхо создаёт сыворотку и использует её на одной заражённой.
Томас, Ньют и Фрайпан отправляются на поиски города и Минхо. В туннеле они встречают заражённых, при неудачной попытке сбежать переворачивается машина. При поддержке Хорхе и Бренды они всё же сумели сбежать. Томас вместе со своей командой находит город, о котором ему говорил Эрис. Обнаружив Томаса с помощью чипа в его теле, Дженсон приказывает стрелять. Томас с командой убегают, но люди в масках их похищают. Выясняется, что во главе этих людей стоит глэйдер Галли, который выжил после попадания копья в грудь. Томас нападает на Галли (ведь из-за Галли погиб Чак), но Ньют его успокаивает. Галли рассказывает, что он работает на бизнесмена Лоуренса, чьи люди и спасли его в лабиринте. Томас и Лоуренс договариваются, чтобы Галли показал, где находится «П.О.Р.О.К.». Галли проводит Томаса, Ньюта и Фрайпана до главного здания в городе.
Во время подготовки плана Томас чуть не ссорится с Ньютом. Они мирятся, и Ньют рассказывает Томасу, что заражён. Тереза покидает комплекс «П.О.Р.О.К.», так как заражённая, которой она ввела сыворотку, не вылечилась и умерла. По дороге Тереза замечает Томаса и следует за ним. Томас интересуется у девушки, сожалеет ли она о своем предательстве. Тереза убеждена, что поступила правильно. К девушке подходит Галли и накидывает на неё капюшон, так как она не согласится помочь добровольно. Вместе с Томасом они отводят Терезу в штаб Лоуренса. С её помощью Томас, Галли и Ньют собираются проникнуть в комплекс «П.О.Р.О.К.», чтобы освободить остальных иммунов и спасти Минхо. Тереза заявляет, что всё закончится, как только будет найдено лекарство.
Тройка с помощью Терезы проникает в здание. Томас освобождает пленённых детей, и Галли провожает их к Бренде и Фрайпану. Томас, Ньют и Галли отправляются на поиски Минхо. Они находят Минхо, которому удалось сбежать, и отбиваются от солдат Дженсона, выпрыгивая через окно в фонтан перед входом в здание. Бренду засекает «П.О.Р.О.К.», но с помощью Фрайпана ей удаётся спасти детей. Лоуренс в это время поднимает бунт, и, жертвуя собой, взрывает ворота, что приводит к разрушению других зданий. Ньюту по дороге становится плохо, и Томас отправляет Галли и Минхо принести сыворотку. Тереза выясняет, что кровь Томаса может помочь другим заражённым вылечиться. С помощью громкоговорителя она призывает Томаса прийти в здание.
Передав Томасу кулон, Ньют после сообщения Терезы переходит черту от обычного заражённого к шизу. Он начинает драться с Томасом, совершенно не контролируя свои действия. Разум Ньюта в последний момент проясняется, и набросившись на Томаса с ножом, он убивает им не друга, а себя, попав лезвием прямо в сердце. Прошептав последнее слово «Томми», Ньют замертво падает на землю. Тем временем прибегает Бренда с сывороткой, которая могла дать Ньюту шанс выжить. Томас уходит к Терезе, а следом за Брендой появляются Минхо, Галли и Фрайпан, которые видят своего друга с ножом в сердце и плачущую рядом с ним свою подругу.
Томас с пистолетом в руках приходит в здание «П.О.Р.О.К.» и хочет застрелить Аву Пейдж, но, когда узнаёт, что дело в нём и что он мог спасти заражённого Ньюта, который покончил жизнь самоубийством из-за Вспышки, передумывает. В этот миг Дженсон убивает Аву Пейдж и усыпляет Томаса. Когда Томас просыпается, Дженсон рассказывает, что с его помощью «П.О.Р.О.К.» спасёт только тех, кого он решит спасти сам. Тереза нападает на Дженсона, а он, во время побега Томаса и Терезы, ранит Томаса. В лаборатории Томас ломает стекло, за которым находятся заражённые. Вырвавшись на свободу, они нападают на Дженсона.
Доковыляв до крыши, Томас и Тереза усаживаются. Потеряв надежду на спасение, Тереза передаёт Томасу сыворотку с лекарством от Вспышки и сообщает ему о том, что она лишь хотела помочь, после чего они целуются. Над ними взлетает берг во главе с Винсом, команда открывает люк, намереваясь забрать друзей. Тереза помогает Томасу добраться до края здания, откуда они должны спрыгнуть с крыши на самолёт. Засунув Томаса в грузовой отсек, девушка оглядывается на падающее здание. Понимая, что это конец, Тереза глядит на Тома прощальным взглядом и, искупая грехи, падает вслед за рушащимся полом.
Раненого Томаса удаётся спасти. Он приходит в себя уже в палатке на земле, позже названной Винсом Тихой гаванью. Минхо передаёт кулон, который Томасу подарил Ньют. Открыв его, он находит там письмо, в котором говорится, что Ньют вовсе не жалеет, что ввязался во всё это.
В честь погибших в Тихой Гавани размещают огромный камень, на котором каждый пишет имена тех, кого потерял, и кто пал ради того, чтобы добраться до этого места.
Выжившие глэйдеры выбивают имена Чака, Уинстона, Алби, Зарта и других погибших ребят. Минхо выбивает имя своего друга, которого он спас из Лабиринта, но не смог спасти в Денвере — Ньюта. А Галли, раскаявшись в своём поступке, выбивает имя Чака, которого убил из-за воздействия укуса гривера.
В конце фильма Томас вычерчивает имя Терезы и вынимает из кармана пузырёк с лекарством.

## В ролях
| Актёр                | Роль      |
| -------------------- | --------- |
| Дилан О’Брайен       | Томас     |
| Кая Скоделарио       | Тереза    |
| Томас Броди-Сангстер | Ньют      |
| Декстер Дарден       | Фрайпан   |
| Натали Эммануэль     | Харриет   |
| Джанкарло Эспозито   | Хорхе     |
| Эйдан Гиллен         | Дженсон   |
| Уолтон Гоггинс       | Лоуренс   |
| Ли Ки Хон            | Минхо     |
| Джейкоб Лофленд      | Эрис      |
| Барри Пеппер         | Винс      |
| Уилл Поултер         | Галли     |
| Роза Салазар         | Бренда    |
| Кэтрин Макнамара     | Соня      |
| Патриша Кларксон     | Ава Пэйдж |

## Производство
В марте 2015 года было подтверждено, что Т. С. Наулин напишет сценарий к фильму. 16 сентября 2016 года Уэс Болл подтвердил, что выступит в качестве режиссёра, и что фильм не будет разделён на две части.

### Съёмки
Съёмки начались 14 марта 2016 года в Ванкувере. Ранее на San Diego Comic-Con International было объявлено, что съёмки начнутся в феврале 2016 года.
18 марта 2016 года было объявлено о том, что Дилан О’Брайен получил травму на съёмочной площадке и был госпитализирован. Джеймс Дэшнер объявил на сайте Твиттер, что производство было отложено после несчастного случая. Было сказано, что продюсеры «хотят» возобновить съёмки примерно в середине мая. 29 апреля 2016 года производство было закрыто на неопределённое время, так как травмы Дилана оказались куда серьёзнее, чем считалось ранее. Съёмки должны были возобновиться в феврале 2017 года в Южной Африке, но были перенесены на март. Во время съёмок было объявлено, что Уолтон Гоггинс сыграет в фильме.

### Саундтрек
| №   | Название                   | Длительность |
| --- | -------------------------- | ------------ |
| 1.  | «Rescue»                   | 7:50         |
| 2.  | «We Started This Together» | 3:40         |
| 3.  | «Overrun Checkpoint»       | 1:42         |
| 4.  | «The Last City»            | 2:37         |
| 5.  | «Teresa's Plea»            | 2:26         |
| 6.  | «Closing In»               | 2:34         |
| 7.  | «An Old Friend»            | 2:10         |
| 8.  | «Lawrence»                 | 1:60         |
| 9.  | «The Virus»                | 3:23         |
| 10. | «Long Way from the Glade»  | 2:42         |
| 11. | «Whatever the Cost»        | 1:47         |
| 12. | «Visions of Thomas»        | 4:16         |
| 13. | «Chat with Teresa»         | 3:16         |
| 14. | «Let's Go»                 | 3:24         |
| 15. | «Good Luck Greenie»        | 2:03         |
| 16. | «The Lion's Den»           | 10:03        |
| 17. | «What Bus?»                | 4:09         |
| 18. | «Lawrence's Final Act»     | 3:31         |
| 19. | «Please Tommy, Please»     | 10:38        |
| 20. | «Crank Lab»                | 5:18         |
| 21. | «I'm Sorry»                | 5:59         |
| 22. | «Goodbye»                  | 7:39         |

## Релиз
Первоначальная дата выхода фильма в США — 17 февраля 2017 года. 27 мая 2016 года 20th Century Fox перенесло премьеру на 12 января 2018 года, что позволило Дилану О’Брайену оправиться после травм, полученных на съёмках фильма. Позже дата выхода была вновь перенесена на 9 февраля.

## Сборы
По итогам первых выходных российского проката фильм собрал 245,8 миллиона рублей.

## Критика
Фильм получил смешанные отзывы кинокритиков. На сайте Rotten Tomatoes фильм имеет рейтинг 43 % на основе 168 рецензий со средним баллом 5,1 из 10. На сайте Metacritic фильм имеет оценку 51 из 100 на основе 37 рецензий критиков, что соответствует статусу «смешанные или средние отзывы».

## Будущее
После приобретения компанией Disney в марте 2019 года компании 21st Century Fox, в апреле 2019 года на презентации CinemaCon компания Disney подтвердила, что новые фильмы Бегущего в лабиринте находятся в разработке.
В мае 2024 года 20th Century Fox объявила о перезапуске серий фильмов Бегущий в лабиринте, режиссёр оригинальной трилогии Уэс Болл выступит в качестве продюсера.